# Al-Muïzz (fatimita)
Abu-Tamim Muadh ibn al-Mansur al-Muïzz li-din-Al·lah (àrab: أبو تميم معاذ بن المنصور المعز لدين الله, Abū-Tamīm Muʿād ibn al-Manṣūr al-Muʿizz li-dīn Allāh), més conegut pel seu làqab al-Muïzz (?, 26 de setembre del 931 - el Caire, 19 de desembre del 975) fou califa fatimita a Mahdia (Ifríqiya) i després al Caire (953-975).

## Biografia
El seu pare dubtava quin dels cinc fills nomenar hereu, però quan es va posar malalt a Tahart durant la campanya contra Abu Yazid l'Home de l'Ase, va optar per Abu Tamim Muadh (952), que va pujar al tron a la mort del pare, el 19 de març del 953 amb el làqab d'al-Muïzz.
La seva primera tasca fou pacificar als Hawwara kharigites que es mantenien a l'Aurès, i va dirigir una expedició. L'emir dels sanhadja Ziri ibn Manad, i el seu fill Buluggin ibn Ziri, es van destacar a aquesta campanya. Muhammad ibn Khazar dels Maghrawa, la principal branca dels amazics zenetes, es va sotmetre. Així al-Muïzz es va assegurar el control del Magreb central i va començar la disputa de l'hegemonia als omeies en el Magreb occidental. Va ordenar al seu general a Sicília, Ibn al-Kalbi, dirigir una expedició naval contra els omeies i Almeria fou atacada el 955. Els omeies van respondre amb una campanya dirigida per Ghalib sense gaires conseqüències. Abd al-Rahman III de Còrdova va fer llavors aliança amb l'emperador romà d'Orient Constantí VII Porfirogènit, a fi d'obrir un segon front a Sicília i dividir les forces fatimites; al mateix temps però enviava una ambaixada a Mansuriyya en que demanava una treva. El califa fatimita no obstant, quan ho va saber, va denunciar l'aliança amb els grecs com contrària a l'islam. A Sicília els grecs van obtenir victòries a Termini i Mazara i a alta mar a l'illa d'al-Rahib i fins que la flota d'Ibn al-Kalbi no va tornar de la seva expedició a les costes de la Mediterrània omeia no van poder ser controlats. Constantí VII que volia utilitzar les seves forces contra els hamdànides a Síria, va acceptar finalment un pacte amb al-Muïzz pel qual reconeixia el control fatimita de Calàbria a canvi d'un tribut i el 957 es va ajustar un tractat de pau per cinc anys.
El 958/959 va iniciar una campanya manada pel seu llibert, Jàwhar as-Siqil·lí; les forces fatimites van atacar al midràrida de Sigilmasa, Ibn Wasuk conegut com al-Shakir li-llah, que s'havia proclamat califa. La capital del regne i tot el Tafilelt van ser conquerits aviats i Djawhar va fer encunyar moneda amb el nom del califa fatimita. Després el general va conquerir Fes i va dominar tot el Magreb al-Aksa que fou incorporat a l'estat fatimita. Però no va atacar les bases omeies a Tànger i Ceuta, i va retornar a Mansuriyya. El califa de Còrdova va morir pocs mesos després però al-Muïzz no va emprendre cap acció decisiva, perquè el nou emperador romà d'Orient Romà II i el domèstic Nicèfor Focas tenien plans expansius contra els fatimites sobretot a Sicília i Calàbria, i Focas va conquerir aviat Creta. El conflicte amb els omeies va esdevenir més ideològic que militar i els cordovesos es dedicaren a reforçar l'ortodòxia sunnita malaquita i els fatimites el xiïsme. El nou califa cordovès va poder no obstant restaurar la seva influència entre els zenetes ajudat per una política eficaç de subsidis; el governador de Msila, Djafar ibn Ali ibn Hamdun, que va passar al servei dels omeies (amb el seu germà Yahya) i diverses derrotes dels sanhadja agreujades per la mort de l'emir Ziri ibn Manad, van retornar la situació fatimita al Magreb occidental a la situació existent abans de l'expedició del general Djhawhar, sinó pitjor.
L'illa de Creta era abbàssida però reconeixia l'autoritat dels emirs ikhxídides d'Egipte; el 960 l'illa fou atacada per Nicèfor Focas, el domèstic romà d'Orient; els ikhxídides, amenaçats pels càrmates, no els podien enviar ajut, i amb l'acord de l'emir ikhxídida Abu l-Hasan Ali ibn al-Ikhshid els cretencs es van dirigir al califa fatimita en busca de suport. L'atac romà d'Orient fou llavors considerat per al-Muïzz com a casus belli i va anunciar a l'emperador Romà que trencava la treva del 957 que havia de durar fins al 962. Els vaixells fatimites van agafar com a base el port de Tunba a la Cirenaica, a l'oest d'Alexandria, per atacar els romans d'Orient, però abans de fer cap operació Focas ja havia conquerit la capital Càndia el 6 de març del 961. Les forces fatimites van intervenir però es van trobar amb una invasió de Sicília; Ibn al-Kalbi va conquerir Taormina el 962 i Rametta el 963 abans de destruir un cos expedicionari romà d'Orient manat pels patricis Manuel i Niketes, que van morir en combat. La batalla de Sicília va suposar un desastre per als romans d'Orient i Nicèfor Focas, amoïnat per la guerra contra els búlgars, va pactar amb al-Muïzz.
El 968, a la mort d'Abu l-Misk Kafur, l'eunuc que governava Egipte, els càrmates de Bahrayn amenaçaven el país. Al-Muïzz va decidir avançar-se, ja que des de la pujada al poder a Bahrayn d'Ahmed ibn Said al Djannabi i el seu fill al-Hasan al-Asam, els càrmates, inicialment fatimites, eren hostils obertament al califat i en canvi tenien relacions amb els buwàyhides, que controlaven el califat abbàssida. L'expedició a Egipte fou organitzada amb cura; una flota ben equipada li havia de donar suport. Al front de l'expedició estaria el general Djawhar al-Sikilli. Va tardar tres mesos a arribar a Alexandria a les portes de la qual estava l'abril/maig del 969. Una delegació de notables de Fustat el va anar a trobar a Taruja, prop d'Alexandria, a la qual va entrar sense lluita després d'un tractat de capitulació que garantia la vida i béns dels habitants. Els oficials ikhxídides van refusar aprovar el tractat i van intentar resistir sense cap èxit. El mateix sistema es va seguir poc després a Fustat. Djawhar va triomfar a al-Djiza (30 de juny). El visir Abu-l-Fadl Jàfar ibn al-Furat va signar un tractat amb el general fatimita, i va facilitar la seva entrada a al-Fustat (1 de juliol). En una declaració llegida en públic (7 de juliol del 969) es va guanyar la confiança dels egipcis, consolidada amb el nomenament com a visir de Djafar Ibn al-Furat (que va refusar el càrrec).
Al seu campament al nord de la ciutat va decidir establir una nova ciutat (al-Kahira/El Caire) imitant a al-Mansur que va establir Mansuriyya al costat de Kairuan després de la victòria sobre Abu Yazid l'Home de l'Ase. La sort de l'emir Abu-l-Fawaris Àhmad ibn Alí ibn al-Ikhxid és desconeguda.
Després de dominar Egipte havia de seguir cap a Síria on les forces ikhxídides s'havien reagrupat amb el suport de les tribus àrabs, els Banu Uqayl, els Banu Murra i els Banu Fazara principalment. Djawhar va enviar el seu lloctinent el kutamita (amazic kutama) Djafar ibn Falah que va ocupar Ramla, Tiberíades i finalment Damasc encara el 969. Però llavors foren derrotats pels càrmates i Djafar va morir en la lluita. Síria va haver de ser evacuada replegant-se cap a Jaffa. Djawhar no va voler lliurar batalla als càrmates al Sinaí o a les planes del Delta i va preferir lluitar a la vora de la seva nova base al Caire. Quan els càrmates es van acostar els va desgastar i finalment es van haver de retirar cap al-Ahsa on havien esclatat dissensions en el si del moviment.
Al-Muïzz va decidir marxar a Egipte i deixar un virrei a Ifríqiya. L'elecció li va presentar dubtes. Va pensar en Djafar ibn Ali ibn Hamdun (que era el seu germà de llet) però finalment va designar a Buluggin ibn Ziri, el cap dels sanhadja (els sanhadja i els kutama eren els seus principals suports a Ifríqiya). El domini de Ziri no inclouria Sicília que quedava sota autoritat dels kàlbides, ni sobre Tripolitana i Cirenaica que eren agregades a Egipte. Després de 4 mesos a Sardaniya preparant el viatge, el 15 de novembre del 972 al-Muïzz va sortir cap a Egipte i ja mai més va retornar a Ifríqiya. Buluggin el va acompanyar fins a Gabès, i llavors va retornar i al-Muïzz va seguir endavant.
El tres darrers anys de la seva vida al-Muïzz es va dedicar a expulsar els càrmates de Síria i a assegurar-se el suport de les tribus àrabs, sobretot els uqàylides. Les seves tropes, manades per l'amazic kutama Abu Mahmud ibm Djafar ibn Falah no van aconseguir establir el control sobre Damasc que va acabar en mans d'un oficial turc de nom Aftakin, que gaudia de suport hamdànida.
Al-Muïzz va morir el 19 de desembre del 975. El va succeir el seu fill Abu-Mansur Nizar al-Aziz.